# Terence Milligan
Terence Milligan (ur. 7 marca 1930 w Belfaście, zm. 20 czerwca 2002 tamże) – irlandzki pięściarz, wicemistrz Europy w 1953 w Warszawie, brązowy medalista mistrzostw Europy w 1951 w Mediolanie i uczestnik igrzysk olimpijskich w 1952 w Helsinkach.
Na igrzyskach w 1952 reprezentował Irlandię w wadze lekkopółśredniej. W pierwszej rundzie wygrał z reprezentantem Iranu Ebrahimem Afszarpurem, w drugiej rundzie pokonał Holendra Pieta van Klaverena, w walce o strefę medalową przegrał z Bruno Visintinem z Włoch.
Na mistrzostwach Europy w 1953 w półfinale pokonał Węgra Bélę Szákacsa, a w finale wagi lekkopółśredniej przegrał z Polakiem Leszkiem Drogoszem. 